# 地圏

地球内部の層の模式図
1.地殻（1a.海洋地殻、1b.大陸地殻）、2.マントル、3a(6).外核、3b(7).内核
4.リソスフェア、5.アセノスフェア

地圏（ちけん、英: geosphere）は、地球の内部の層である。

## 定義
地圏 (geosphere) は、1871年に Stephen Pearl Andrews によって初めて定義された。その後、少なくとも10種類以上の異なる意味で用いられている。それぞれの定義の詳細はドイツ語版 (de:Geosphäre) に詳しい。
本項では 1. Andrews (1871) の定義を用いる。
1. 地球の固体の層[1]。即ち、リソスフェア、アセノスフェア、メソスフェア、外核、内核の総称。
2. 地球の岩石やレゴリス等で構成される層[2]。
3. 地球の気圏、水圏、雪氷圏、岩石圏の総称[3]。生物圏と合わせて、地球全体を表す。

## 歴史
アリストテレス物理学に於いては、自然学や気象学で述べられている通り、四大元素が誕生する場所として考えられていた。
宇宙探査が始まってからは、電離圏やプラズマ圏も観測され始め、観測の結果として、磁気圏、地磁気圏が拡大する等、これらの圏同士の境界線が曖昧な物となっている。その中で、地圏は太陽風の影響を受けており、地圏も他の圏との線引きが難しくなっている。